# Luis Antonio Folgueras Sión
Luis Antonio Folgueras Sión (Villavaler, 13 dicembre 1769 – Granada, 28 ottobre 1850) è stato un arcivescovo cattolico spagnolo.

## Biografia
Venne scelto come primo vescovo della diocesi di San Cristóbal de La Laguna il 24 giugno 1824, poi confermato dal pontefice il 27 settembre seguente. Prese possesso della diocesi il 19 giugno 1825. Il suo episcopato fu caratterizzato da scontri con il Capitolo dei canonici.
Nel 1832 fondò il seminario diocesano di La Laguna, che nel 1834 fu tuttavia costretto a chiudere a causa di problemi economici.
Guidò la diocesi di Tenerife fino al 17 gennaio 1848, quando venne confermata la sua nomina ad arcivescovo di Granada. Dopo essersi trasferito, la sede di Tenerife divenne vacante e passò sotto il controllo amministrativo della diocesi canariense, fino alla firma del Concordato del 1851. È stato l'episcopato più longevo nella storia della diocesi di San Cristóbal de la Laguna, con 24 anni di servizio pastorale.
Morì il 28 ottobre 1850 e venne sepolto nella Cattedrale di Granada.

## Genealogia episcopale
La genealogia episcopale è:
- Cardinale Scipione Rebiba
- Cardinale Giulio Antonio Santori
- Cardinale Girolamo Bernerio, O.P.
- Arcivescovo Galeazzo Sanvitale
- Cardinale Ludovico Ludovisi
- Cardinale Luigi Caetani
- Cardinale Ulderico Carpegna
- Cardinale Paluzzo Paluzzi Altieri degli Albertoni
- Papa Benedetto XIII
- Papa Benedetto XIV
- Papa Clemente XIII
- Cardinale Francesco Saverio de Zelada
- Cardinale Antonio Sentmanat y Castellá
- Cardinale Luis María de Borbón y Vallabriga
- Patriarca Antonio Allué y Sesse
- Arcivescovo Luis Antonio Folgueras Sión